# Praia do Lacém
A praia do Lacém é uma praia marítima da freguesia de Cabanas de Tavira, concelho de Tavira, Algarve, Portugal.
Está integrada no Parque Natural da Ria Formosa. Ocupa a extremidade oriental da Ilha de Cabanas, entre a Praia de Cabanas de Tavira e a Barra do Lacém, que a separa da ilha frente a Cacela Velha. É uma praia selvagem, pouco frequentada, dado o seu isolamento e ausência de estruturas e meios de apoio. Também é conhecida entre a população como Alacém. Na margem continental da ria existe uma praia com o mesmo nome, que se estende desde a foz do ribeiro do Lacém até Cabanas de Tavira; acesso difícil, por estrada de terra batida.